# Pterolophia luctuosus
Pterolophia luctuosus là một loài bọ cánh cứng trong họ Cerambycidae.